# Stroboscop

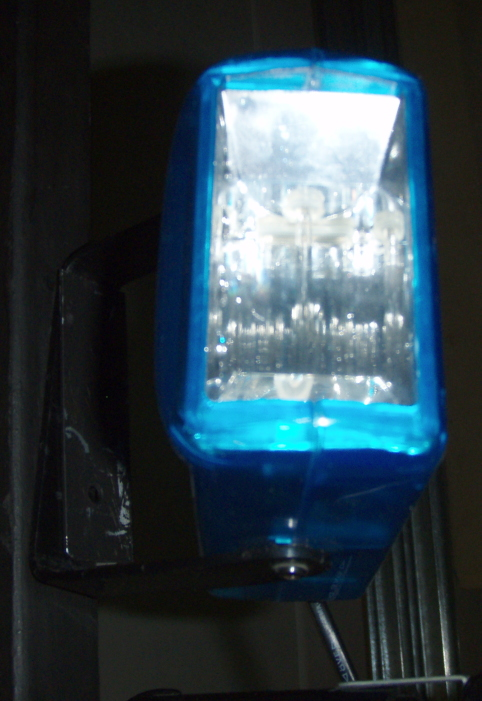
Stroboscop

Stroboscopul sau lampa stroboscopică este un dispozitiv folosit pentru a produce lumină pulsatorie.
Stroboscoapele sunt folosite în aplicații industriale și științifice, în cluburi unde sunt folosite pentru a da iluzia unei mișcări lente/încetinite (vezi efect stroboscopic) și la luminile anti-coliziune pentru avioane. Stroboscopul este de asemenea folosit pentru a vizualiza mișcările corzilor vocale în timpul vorbirii, procedura purtând numele de videostroboscopie. Stroboscoape speciale, capabile să pulseze lumina de sute de ori pe secundă, sunt folosite în industrie pentru a măsura turația pieselor aflate în mișcare de rotație.